# Чоп суи (блюдо)
Чоп суи (англ. Chop suey, традиционный китайский 雜碎, упрощённый китайский 杂碎) — блюдо американской китайской кухни и других форм зарубежной китайской кухни, обычно состоящее из мяса (также креветок или рыбы) и яиц, приготовленных с овощами (морковь, бобовые ростки, побеги бамбука, капуста, сладкий перец, брокколи, сельдерей и другие) и соусом, загущенном крахмалом. Обычно подаётся с рисом, но иногда с жареной лапшой, напоминая в этом случае чоу мейн.
Чоп суи стал заметной частью американской китайской кухни, а также британской, филиппинской, канадской, немецкой, индийской и полинезийской китайской кухни. В китайской индонезийской кухне /голландской китайской кухне блюдо известно как Cap cai (tjap tjoi) (雜菜, «перемешанные овощи») и в основном состоит из овощей.
Китайско-американское блюдо чоп суи не следует путать с блюдом, называемым Американским чоп суи.
Американское чоп суи — это скорее запеканка из макарон наподобие блюда Джонни Марцетти, и состоит из макарон-рожков и кусочков варёного говяжьего фарша с обжаренным луком в густом томатном соусе.
Название Chop suey в США стало синонимом китайского ресторана.

## Происхождение
Широко распространено мнение, что чоп суи было придумано в США китайскими американцами, но антрополог Э. Н. Андерсон прослеживает происхождение этого блюда до tsap seui (杂碎, «разные остатки»), распространенного в Тайшане (Тойсан), уезде в провинции Гуандун, родине многих ранних китайских иммигрантов в Соединённых Штатах. Гонконгский врач Ли Шу-фан также сообщил, что он знал это блюдо в Тойсане в 1890-х годах.
Длинный список противоречивых историй о происхождении чоп суи является, по словам историка кулинарии Алана Дэвидсона, «ярким примером кулинарной мифологии» и типичен для популярных блюд.
В одном из рассказов утверждается, что его изобрели китайско-американские повара, работавшие на трансконтинентальной железной дороге в XIX веке. Согласно другой версии, его придумал во время визита премьер-министра Ли Хунчжана в Соединённые Штаты в 1896 году его шеф-повар, который пытался создать блюдо, подходящее как китайскому, так и американскому вкусу. Другая история заключается в том, что Ли забрёл в местный китайский ресторан после того, как кухня отеля закрылась, где шеф-повар, смущённый тем, что у него ничего не было готово, придумал новое блюдо, используя остатки еды. Однако недавние исследования ученого Ренки Ю привели его к выводу, что «в доступных исторических записях не найдено никаких доказательств, подтверждающих историю о том, что Ли Хунчжан ел чоп суи в Соединённых Штатах». Ли привёз с собой трёх китайских поваров, и ему в любом случае не пришлось бы есть в местных ресторанах или изобретать новые блюда. Ю предполагает, что хитрые владельцы ресторанов китайского происхождения в Америке воспользовались шумихой вокруг его визита, чтобы продвигать чоп суи как любимое блюдо Ли.
Другой миф заключается в том, что в 1860-х годах повар китайского ресторана в Сан-Франциско был вынужден подавать что-то пьяным шахтёрам после окончания рабочего дня, когда у него не было свежей еды. Чтобы избежать избиения, повар бросил остатки мяса и овощей в вок и подал его шахтерам, которым это понравилось, и они спросили, что это за блюдо — он ответил: «нарезанный суи». Нет никаких веских доказательств ни для одной из этих историй.
Блюдо chop suey появляется в статье 1884 года в Brooklyn Eagle, написанной американским китайцем Вонг Чин Фу, «Китайская кухня», в которой он говорит, что его "можно справедливо назвать «национальным блюдом Китая». В 1888 году Вонг писал, что «основным блюдом для китайских гурманов является chow chop svey, смесь куриной печени и желудков, грибов, бамбуковых побегов, свиных потрохов и бобовых ростков, тушёных со специями». В газетной заметке 1896 года говорится: «Chow chop suey — это разновидность стью, приготовленного из куриной печени и желудков, телячьих потрохов, бобовых ростков, сельдерея и „меу“, которые являются своего рода китайским кузеном макарон». Статья в The Illustrated American о китайской кухне в 1897 году воспроизводит меню из ресторана Ма Хунг Лоу на Мотт-стрит в китайском квартале Нью-Йорка, включающее блюдо «Говяжий чоп суи с ростками фасоли, водяными каштанами и отварным рисом». Само блюдо, называемое «стандартным китайским блюдом чоп суи с фасолью», описывается как «стью из говядины, курицы или свинины с ростками фасоли, грибами, корнями водяной лилии, проросшим зерном и неизвестными приправами». В 1898 году оно описывается как «Свиной фарш с сельдереем, луком, ростками фасоли и т. д.».
Во время своих путешествий по Соединённым Штатам Лян Цичао, уроженец Гуандуна, писал в 1903 году, что в Соединённых Штатах существует блюдо под названием «chop suey», которое часто подается китайскими рестораторами, но которое местные китайцы не едят, потому что техника приготовления «действительно ужасна».
В более ранние периоды китайской истории chop suey или chap sui на кантонском и za sui на севернокитайском имели разные значения приготовленных потрохов или внутренностей животных. Например, в классическом романе «Путешествие на Запад» (около 1590 г.) Сунь Укун говорит льву-монстру в главе 75: «Когда я проезжал через Гуанчжоу, я купил горшок для приготовления za sui — так что я буду смаковать твою печень, внутренности и легкие».

## В культуре
- «Чоп Суи» (1929) — известная картина культового американского художника Эдварда Хоппера, на которой в китайской закусочной беседуют две девушки.
- «Chop Suey!» — сингл группы System of a Down из альбома Toxicity.